# 滇南冠唇花
滇南冠唇花（学名：Microtoena patchoulii）为唇形科冠唇花属下的一个种。

## 扩展阅读
- 維基物種上的相關：滇南冠唇花